# 博爾德岩
博爾德岩（英語：Boulder Rock），是南極洲的岩石，位於維多利亞地的彭內爾海岸，處於阿代爾半島西面，在1911年由英國南極探險隊命名，現時由南極條約體系管理。